# Das Schusserspiel
Das Schusserspiel ist ein von Franz von Pocci verfasstes Stück aus dem Jahre 1871. Vorlage für die Handlung war eine Erzählung von Isabella Braun. Es ist auffälligerweise eines der wenigen Stücke Poccis, in denen der Kasperl nicht vorkommt.

## Handlung

### 1. Aufzug
Die beiden Kinder Anton und Marie gehen von der Schule nach Hause, als der lange Michel, ein ehemaliger Schulkamerad, Anton vor den anderen Kindern, mit denen sich Michel verabredet hatte, zum Schusserspiel herausfordert. Schließlich hat Anton das Spiel verloren und muss als Verlierer den Gewinnern so viele Schusser geben, wie sie gesetzt hatten.
Währenddessen besucht Marie die alte Walburg, eine Kriegswitwe, die nun von Almosen leben muss, da sie nicht einmal genug Geld hat, um zurück in ihre Heimat Tirol zu reisen. Die alte Frau erzählt dem Mädchen vom Einmarsch der Franzosen, bei dem ihr Mann erschossen wurde, und von der französischen Unterdrückung. Nach all den Ereignissen in ihrem Leben ist Walburg froh, nun Frieden zu haben und hat auch schon mit dem Gedanken an den Tod abgeschlossen, woraufhin Marie ihr wünscht, dass sie noch sehr lange leben soll.

### 2. Aufzug
Marie macht sich und Anton Vorwürfe, da sie letzten Donnerstag von ihrer Mutter fünf statt der üblichen vier Kreuzer für die alte Walburg bekommen und den überschüssigen Kreuzer Anton gegeben hatte, damit dieser die Schusser, die er seinen Mitspielern schuldet, kaufen konnte. Anton meint, dass er sonst von Michel verprügelt worden wäre und außerdem Walburg ja von dem zusätzlichen Kreuzer nichts wusste. Als sie den Tagelöhner Lukas treffen, bei dem Walburg lebt, erzählt dieser ihnen, dass er sich große Sorgen um die alte Frau macht und fürchtet, dass sie aus Hunger im Sterben liegt, bevor er ins Haus zurückkehrt. Anton macht sich nun Vorwürfe, dass er den einen Kreuzer behalten hat, von dem sie sich Essen hätte kaufen können. Da kommt Lukas zurück und berichtet, dass die alte Frau nun tatsächlich gestorben sei. Anton bricht in Tränen aus. Als sein Vater, der Amtmann, zufällig vorbei kommt, erzählt er ihm die Geschichte, woraufhin ihn sein Vater wegen seiner Tat rügt, bevor er ihm sagt, dass die alte Frau nicht aus Hunger, sondern Altersschwäche gestorben ist und man bei ihr noch die vier Kreuzer sowie eine Nachricht von ihr gefunden habe, in der sie bittet, das Geld den Armen zu geben, da sie es nicht brauche. Der Vater verzeiht seinen Kindern, da er meint, dass Antons Angst Strafe genug sei und Marie nur aus Geschwisterliebe gehandelt hat.